# Dilemme éthique
En philosophie, un dilemme éthique, également appelé paradoxe éthique ou dilemme moral, est une situation dans laquelle deux ou plusieurs impératifs moraux conflictuels s'opposent sans qu'un des deux ne l'emporte unanimement sur l'autre. Une définition étroitement liée caractérise un dilemme éthique comme une situation dans laquelle chaque choix disponible est mauvais. Le terme est également utilisé dans un sens plus large dans le langage courant pour se référer à des conflits éthiques qui peuvent être résolus, à des choix psychologiquement difficiles ou à d'autres types de problèmes éthiques difficiles.
Cet article concerne les dilemmes éthiques dans le sens philosophique strict, souvent appelés véritables dilemmes éthiques. Divers exemples sont proposés, mais il existe un désaccord quant à savoir si ceux-ci constituent des dilemmes éthiques authentiques ou simplement apparents. Le débat central autour des dilemmes éthiques concerne la question de savoir s'il en existe. Les défenseurs pointent souvent des exemples apparents, tandis que leurs opposants visent généralement à montrer que leur existence contredit des principes éthiques très fondamentaux. Les dilemmes éthiques existent sous différentes formes. Une distinction importante concerne la différence entre les dilemmes épistémiques, qui donnent à l'agent une impression possiblement fausse d'un conflit irrésoluble, et les dilemmes ontologiques. Il existe un large consensus sur le fait qu'il y a des dilemmes épistémiques, mais l'intérêt principal des dilemmes éthiques se situe au niveau ontologique. Traditionnellement, les philosophes soutiennent qu'il est nécessaire pour de bonnes théories morales d'être exemptes de dilemmes éthiques. Mais cette hypothèse est remise en question dans la philosophie contemporaine.

## Définition
Une personne se trouve dans un dilemme éthique si elle se trouve sous plusieurs obligations morales conflictuelles et aucune obligation ne l'emporte sur les autres. Deux exigences éthiques sont conflictuelles si l'agent peut faire l'une ou l'autre mais pas les deux : l'agent doit choisir l'une plutôt que l'autre. Deux exigences éthiques conflictuelles ne se supplantent pas si elles ont la même force ou s'il n'y a pas de raison éthique suffisante de choisir l'une plutôt que l'autre,,. Seul ce type de situation constitue un dilemme éthique au sens philosophique strict, souvent appelé véritable dilemme éthique,. D'autres cas de conflits éthiques sont résolubles et ne sont donc pas des dilemmes éthiques à proprement parler. Cela s'applique également à de nombreux cas de conflit d'intérêts. Par exemple, un homme d'affaires se dépêchant le long du rivage d'un lac pour assister à une réunion se trouve dans un conflit éthique lorsqu'il aperçoit un enfant en train de se noyer près du rivage. Mais ce conflit n'est pas un véritable dilemme éthique puisqu'il a une solution claire : sauter dans l'eau pour sauver l'enfant l'emporte largement sur l'importance d'arriver à temps à la réunion. Sont également exclus de cette définition les cas où il est simplement psychologiquement difficile pour l'agent de faire un choix, par exemple, en raison d'attachements personnels ou parce que la connaissance des conséquences des différentes alternatives fait défaut,.
Les dilemmes éthiques sont parfois définis non pas en termes d'obligations conflictuelles mais en termes de non-disponibilité d'une action correcte, où toutes les alternatives sont mauvaises. Les deux définitions sont équivalentes pour de nombreux mais pas pour tous les objectifs. Par exemple, il est possible de soutenir que dans les cas de dilemmes éthiques, l'agent est libre de choisir l'une ou l'autre des actions, que l'une ou l'autre alternative est juste. Une telle situation constitue toujours un dilemme éthique selon la première définition, puisque les exigences conflictuelles ne sont pas résolues, mais pas selon la deuxième définition, puisqu'il y a une action correcte.

## Exemples
Divers exemples de dilemmes éthiques sont proposés, mais il existe un désaccord quant à savoir s'ils constituent des dilemmes éthiques véritables ou simplement apparents. L'un des exemples les plus anciens est dû à Platon, qui décrit une situation dans laquelle l'agent a promis de rendre une arme à un ami, qui est susceptible de l'utiliser pour blesser quelqu'un car il n'est pas dans son bon état d'esprit. Dans cet exemple, le devoir de tenir une promesse entre en conflit avec le devoir d'empêcher que d'autres soient blessés. Il est discutable si ce cas constitue un véritable dilemme éthique puisque le devoir de prévenir les dommages semble clairement l'emporter sur la promesse,. Un autre exemple bien connu vient de Jean-Paul Sartre, qui décrit la situation de l'un de ses étudiants pendant l'occupation allemande de la France. Cet étudiant devait choisir entre se battre pour libérer son pays des Allemands ou rester auprès de sa mère, dont il était le seul réconfort après la mort de son autre fils. Le conflit, dans ce cas, est entre un devoir personnel envers sa mère et le devoir envers son pays,. Le roman Le Choix de Sophie de William Styron présente un autre exemple largement discuté. Dans celui-ci, un garde nazi force Sophie à choisir lequel de ses enfants sera exécuté, ajoutant que les deux seront exécutés si elle refuse de choisir. Ce cas est différent des autres exemples dans lesquels les devoirs conflictuels sont de types différents. Ce type de cas a été qualifié de symétrique puisque les deux devoirs sont du même type,.

## Types
Les dilemmes éthiques se présentent sous différentes formes. Les distinctions entre ces types sont souvent importantes pour les désaccords sur l'existence des dilemmes éthiques. Certains arguments pour ou contre leur existence peuvent ne s'appliquer qu'à certains types mais pas à d'autres. Et seuls certains types, le cas échéant, peuvent constituer de véritables dilemmes éthiques.

### Épistémique vs ontologique
Dans les dilemmes éthiques épistémiques, il n'est pas clair pour l'agent ce qui doit être fait parce que l'agent est incapable de discerner quelle exigence morale prend le pas,,. De nombreuses décisions dans la vie quotidienne, allant d'un choix trivial entre différentes boîtes de conserve emballées différemment au supermarché à des choix de carrière modifiant la vie, impliquent cette forme d'incertitude. Mais des conflits irrésolubles au niveau épistémique peuvent exister sans qu'il y ait réellement des conflits irrésolubles et vice versa.
L'intérêt principal des dilemmes éthiques concerne le niveau ontologique : s'il existe réellement des dilemmes authentiques sous forme de conflits irrésolubles entre des exigences morales, pas seulement si l'agent le croit. Le niveau ontologique est également celui où se produisent la plupart des désaccords théoriques, puisque les partisans et les opposants des dilemmes éthiques conviennent généralement qu'il existe des dilemmes éthiques épistémiques. Cette distinction est parfois utilisée pour argumenter contre l'existence des dilemmes éthiques en affirmant que tous les exemples apparents sont en réalité de nature épistémique. Dans certains cas, cela peut être montré par la manière dont le conflit est résolu une fois les informations pertinentes obtenues. Mais il peut y avoir d'autres cas où l'agent est incapable d'acquérir des informations qui régleraient le problème, parfois appelés dilemmes éthiques épistémiques stables,.

### Auto-imposé vs imposé par le monde
La différence entre les dilemmes éthiques auto-imposés et imposés par le monde concerne la source des exigences conflictuelles. Dans le cas auto-imposé, l'agent est responsable du conflit,. Un exemple courant dans cette catégorie est de faire deux promesses incompatibles, par exemple, d'assister à deux événements se déroulant en des lieux éloignés au même moment. Dans le cas imposé par le monde, en revanche, l'agent est jeté dans le dilemme sans en être responsable. La différence entre ces deux types est pertinente pour les théories morales. Traditionnellement, la plupart des philosophes soutiennent que les théories éthiques doivent être exemptes de dilemmes éthiques, que les théories morales qui permettent ou impliquent l'existence de dilemmes éthiques sont défectueuses. Dans le sens faible, cette interdiction ne vise que les dilemmes imposés par le monde. Cela signifie que tous les dilemmes sont évités par les agents qui suivent strictement la théorie morale en question. Seuls les agents qui s'écartent des recommandations de la théorie peuvent se retrouver dans des dilemmes éthiques. Mais certains philosophes ont soutenu que cette exigence est trop faible, que la théorie morale devrait être capable de fournir des conseils dans n'importe quelle situation. Cette ligne de pensée suit l'intuition qu'il n'est pas pertinent de savoir comment la situation est apparue pour savoir comment y répondre. Donc, par exemple, si l'agent se trouve dans le dilemme éthique auto-imposé de devoir choisir quelle promesse rompre, il devrait y avoir des considérations sur pourquoi il est juste de rompre une promesse plutôt que l'autre. Les utilitaristes, par exemple, pourraient argumenter que cela dépend de quelle promesse rompue entraîne le moins de tort à tous les concernés.

### Obligation vs interdiction
Une obligation est une exigence éthique d'agir d'une certaine manière tandis qu'une interdiction est une exigence éthique de ne pas agir d'une certaine manière. La plupart des discussions sur les dilemmes éthiques se concentrent sur les dilemmes d'obligation : ils impliquent deux actions conflictuelles que l'agent est éthiquement tenu d'accomplir. Les dilemmes d'interdiction, en revanche, sont des situations dans lesquelles aucune ligne de conduite n'est permise. Il a été soutenu que de nombreux arguments contre les dilemmes éthiques ne réussissent que pour les dilemmes d'obligation mais pas contre les dilemmes d'interdiction,,.

### Agent unique vs multi-agent
Les dilemmes éthiques impliquent deux lignes de conduite qui sont toutes deux obligatoires mais qui entrent en conflit l'une avec l'autre : il n'est pas possible de réaliser les deux actions. Dans les cas d'agent unique réguliers, un seul agent a les deux obligations conflictuelles. Dans les cas multi-agents, les actions sont toujours incompatibles mais les obligations concernent différentes personnes. Par exemple, deux concurrents engagés dans une compétition peuvent avoir chacun le devoir de gagner s'ils l'ont promis à leurs familles. Ces deux obligations appartenant à des personnes différentes sont conflictuelles puisqu'il ne peut y avoir qu'un seul gagnant.

### Autres types
Les dilemmes éthiques peuvent être divisés selon les types d'obligations qui sont en conflit les unes avec les autres. Par exemple, Rushworth Kidder suggère que quatre schémas de conflit peuvent être discernés : « vérité contre loyauté, individu contre communauté, court terme contre long terme et justice contre vertu »,. Ces cas de conflits entre différents types de devoirs peuvent être contrastés avec des conflits dans lesquels un type de devoir entre en conflit avec lui-même, par exemple, s'il y a un conflit entre deux obligations à long terme. De tels cas sont souvent appelés cas symétriques. Le terme anglais  Problem of dirty hands (en français, problème des mains sales) se réfère à une autre forme de dilemmes éthiques, qui concerne spécifiquement les dirigeants politiques qui se trouvent confrontés au choix de violer la morale communément acceptée afin d'aboutir à un plus grand bien global,.

## Existence des dilemmes éthiques
Le problème de l'existence des dilemmes éthiques concerne la question de savoir s'il existe des véritables dilemmes éthiques, par opposition, par exemple, à des dilemmes épistémiques simplement apparents ou à des conflits résolubles,. La position traditionnelle nie leur existence, mais il existe divers défenseurs de leur existence dans la philosophie contemporaine. Il existe divers arguments pour et contre les deux côtés. Les défenseurs des dilemmes éthiques pointent souvent des exemples apparents de dilemmes tandis que leurs opposants visent généralement à montrer que leur existence contredit des principes éthiques très fondamentaux. Les deux parties doivent relever le défi de concilier ces intuitions contradictoires.

### Arguments en faveur
Une manière courante d'argumenter en faveur des dilemmes éthiques est de citer des exemples concrets. De tels exemples sont assez courants et peuvent inclure des cas de la vie quotidienne, des histoires ou des expériences de pensée, comme l'étudiant de Sartre ou Le Choix de Sophie discuté dans la section des exemples. La force des arguments basés sur des exemples repose sur l'intuition que ces cas sont réellement des exemples de véritables dilemmes éthiques. Les opposants aux dilemmes éthiques rejettent souvent cet argument en affirmant que les intuitions initiales dans de tels cas sont trompeuses. Par exemple, il peut s'avérer que la situation proposée est impossible, qu'un choix est objectivement meilleur que l'autre ou qu'il existe un choix supplémentaire qui n'a pas été mentionné dans la description de l'exemple. Mais pour que l'argument des défenseurs réussisse, il suffit d'avoir au moins un cas authentique. Cela constitue une difficulté considérable pour les opposants, car ils devraient montrer que nos intuitions sont erronées non seulement à propos de certains de ces cas, mais de tous. Certains opposants ont répondu à cette difficulté en soutenant que tous ces cas ne constituent que des dilemmes épistémiques mais pas des véritables dilemmes, c'est-à-dire que le conflit semble irrésoluble uniquement à cause du manque de connaissance de l'agent,. Cette position est souvent défendue par les utilitaristes. Un soutien pour cette position vient du fait que les conséquences même des actions simples sont souvent trop vastes pour que nous les anticipions correctement. Selon cette interprétation, nous confondons notre incertitude quant à savoir quelle ligne de conduite l'emporte sur l'autre avec l'idée que ce conflit n'est pas résoluble au niveau ontologique. Les défenseurs des dilemmes éthiques s'accordent généralement à dire qu'il existe de nombreux cas de dilemmes épistémiques qui sont résolubles mais semblent irrésolubles. Cependant, ils rejettent l'idée que cette affirmation puisse être généralisée à tous les exemples.
L'argument du résidu moral est un autre argument en faveur des dilemmes éthiques. Le résidu moral, dans ce contexte, se réfère à des émotions rétrospectives comme la culpabilité ou le remords,. Ces émotions sont dues à l'impression d'avoir fait quelque chose de mal, de ne pas avoir respecté ses obligations. Dans certains cas de résidu moral, l'agent est responsable elle-même car elle a fait un mauvais choix qu'elle regrette par la suite. Mais dans le cas d'un dilemme éthique, cela est imposé à l'agent quelle que soit sa décision. Vivre l'expérience du résidu moral n'est pas seulement quelque chose qui arrive à l'agent, mais cela semble même être la réponse émotionnelle appropriée. L'argument du résidu moral utilise cette ligne de pensée pour plaider en faveur des dilemmes éthiques en soutenant que l'existence des dilemmes éthiques est la meilleure explication pour laquelle le résidu moral dans ces cas est la réponse appropriée,. Les opposants peuvent répondre en soutenant que la réponse appropriée n'est pas la culpabilité mais le regret, la différence étant que le regret ne dépend pas des choix antérieurs de l'agent. En coupant le lien avec le choix potentiellement dilemmatique, l'argument initial perd de sa force,. Un autre contre-argument permet que la culpabilité soit la réponse émotionnelle appropriée mais nie que cela indique l'existence d'un dilemme éthique sous-jacent. Cette ligne d'argumentation peut être rendue plausible en pointant d'autres exemples, par exemple, des cas dans lesquels la culpabilité est appropriée même s'il n'y avait aucun choix impliqué.

### Arguments contre
Certains des arguments les plus forts contre les dilemmes éthiques partent de principes éthiques très généraux et essaient de montrer que ces principes sont incompatibles avec l'existence des dilemmes éthiques, que leur existence impliquerait donc une contradiction.
Un tel argument procède du principe d'agrégation et du principe que le devoir implique pouvoir,,. Selon le principe d'agrégation, si un agent doit faire une chose et doit en faire une autre, alors cet agent doit faire les deux choses. Selon le devoir implique le pouvoir, si un agent doit faire les deux choses, alors l'agent peut faire les deux choses. Mais si l'agent peut faire les deux choses, il n'y a pas de conflit entre les deux lignes de conduite et donc pas de dilemme. Il peut être nécessaire pour les défenseurs de nier soit le principe d'agrégation, soit le principe que le devoir implique le pouvoir. Chaque choix est problématique car ces principes sont assez fondamentaux,.
Une autre ligne d'argumentation nie qu'il existe des conflits éthiques irrésolubles. Une telle vision peut accepter que nous ayons divers devoirs, qui peuvent parfois entrer en conflit les uns avec les autres. Mais cela n'est pas problématique tant qu'il y a toujours un devoir qui l'emporte sur les autres. Il a été proposé que les différents types de devoirs peuvent être ordonnés dans une hiérarchie. Ainsi, en cas de conflit, le devoir supérieur prendrait toujours le pas sur le devoir inférieur, par exemple, dire la vérité est toujours plus important que tenir une promesse. Un problème avec cette approche est qu'elle ne résout pas les cas symétriques : lorsque deux devoirs du même type sont en conflit l'un avec l'autre. Un autre problème pour une telle position est que le poids des différents types de devoirs semble être spécifique à la situation : dans certains cas de conflit, nous devons dire la vérité plutôt que de tenir une promesse, mais dans d'autres cas, c'est l'inverse qui est vrai. C'est, par exemple, la position de W. D. Ross, selon laquelle nous avons divers devoirs et devons décider de leur poids relatif en fonction de la situation spécifique. Mais sans un argument supplémentaire, cette ligne de pensée ne fait que poser la question aux défenseurs des dilemmes éthiques, qui peuvent simplement nier l'affirmation selon laquelle tous les conflits peuvent être résolus de cette manière.
Un autre type d'argument procède de la nature des théories morales. Selon divers auteurs, il est nécessaire que de bonnes théories morales soient directives en étant capables de recommander ce qui doit être fait dans n'importe quelle situation. Mais cela n'est pas possible lorsque des dilemmes éthiques sont impliqués. Ainsi, ces intuitions sur la nature des bonnes théories morales soutiennent indirectement l'affirmation qu'il n'existe pas de dilemmes éthiques,.